# 簡易核兵器
簡易核兵器（かんいかくへいき、Improvised Nuclear Device ; IND）は、ある種の核テロリズムにおける使用が想定されている核兵器の一類型。

## 概要
即製核爆発装置、小型核爆弾と呼ばれることもある。違法な手段で入手された核分裂物質を用いて作られるもので、急造の場合も軍事用核兵器をベースにしている場合もある。　
（1）核兵器の改造や独自の構造により核爆発を起こす装置であり、（2）材料には濃縮ウランまたはプルトニウムが必要、（3）現場では熱・衝撃波・強い放射線が認められ、殺傷力は大きい、（4）広く放射性の核分裂生成物が散布される、とされている。